# Hereford (Texas)
Hereford es una ciudad ubicada en el condado de Deaf Smith en el estado estadounidense de Texas. En el Censo de 2010 tenía una población de 15370 habitantes y una densidad poblacional de 1.000,74 personas por km².

## Geografía
Según la Oficina del Censo de los Estados Unidos, Hereford tiene una superficie total de 15.36 km², de la cual 15.36 km² corresponden a tierra firme y (0%) 0 km² es agua.

## Demografía
Según el censo de 2010, había 15370 personas residiendo en Hereford. La densidad de población era de 1.000,74 hab./km². De los 15370 habitantes, Hereford estaba compuesto por el 77.14% blancos, el 1.43% eran afroamericanos, el 0.97% eran amerindios, el 0.34% eran asiáticos, el 0.01% eran isleños del Pacífico, el 17.59% eran de otras razas y el 2.51% pertenecían a dos o más razas. Del total de la población el 71.69% eran hispanos o latinos de cualquier raza.